# Poliția Federală (Germania)
Poliția Federală (Bundespolizei sau BPOL) este agenția națională și principală federală de aplicare a legii a Guvernului Federal German, fiind subordonată Ministerului Federal de Interne și Comunitate (Bundesministerium des Innern, für Bau und Heimat (BMI)). Poliția Federală este responsabilă în primul rând pentru protecția frontierei, căile ferate și securitatea aviației/aeriană. În plus, agenția este responsabilă, printre alte sarcini, de protecția organelor constituționale federale. Acesta oferă poliția federală de alertă și unitatea specială de poliție GSG 9, care pot fi, de asemenea, utilizate pentru a sprijini statele federate ale Germaniei. Între timp, forțele obișnuite de poliție sunt sub administrarea landurilor germane individuale (Bundesländer) și sunt cunoscute sub numele de Landespolizei. Pe lângă Poliția Federală, Biroul Federal de Poliție Criminală și Poliția Parlamentului German există ca alte autorități de poliție la nivel federal.